# Zulja Kamałowa
Zulja Nazipowna Kamałowa ((ros. Зуля Назиповна Камалова), ur. 8 sierpnia 1969 w Sarapule, zm. 18 września 2024 w Melbourne) – australijska piosenkarka pochodzenia tatarskiego. 
Urodziła się w Sarapule w rodzinie Tatarów Wołżańskich, jako siedemnastolatka przeniosła się do Permu, aby studiować na tamtejszej uczelni. Wraz z grupą znajomych utworzyła tam grupę muzyczną, w której była wokalistką i gitarzystką. 
W 1991 roku wyjechała wraz z mężem Johnem Weirem, do Australii i osiadła w Hobart na Tasmanii. Studiowała na Konserwatorium Muzycznym Uniwersytetu Tasmańskiego, w tym czasie nagrała swoje pierwsze utwory. 
W 2001 roku poznała Andrew Tannera, który został jej partnerem i współpracownikiem. Razem wyjechali do Moskwy, a po powrocie do Australii zamieszkali w Coburg, na przedmieściach Melbourne, gdzie w 2006 roku urodziła się ich córka Zifa. Nagrywała płyty solowe oraz z zespołem Zulya and the Children of the Underground. Komponowała też utwory wystawiane w teatrach operowych. 

## Dyskografia
- Journey of Voice (1997)
- Elusive (2002)
- The Waltz of Emptiness (2004)
- 3 Nights (2007)
- Tales of Subliming (2010)
- Six Days Loving (2019)